# Oubangui
Oubangui (Ubangi) este un fluviu în Africa, afluent dreapta al fluviului Congo.